# Olivier Gruner
Olivier Gruner (más néven O.G, oroszul Оливье Грюнер és kínaiul 奥利弗 · 古鲁内尔, Párizs, 1960. augusztus 2.–) francia színész, rendező, producer, forgatókönyvíró, harcművész, pilóta és egykori haditengerészeti kommandós.
Több mint 40 filmben és négy televíziós sorozatban szerepelt, leginkább harcművészetéről és sci-fi akciófilmjeiről ismert. Grunert "akcióhősnek" tartják a Nemezisben (1992) nyújtott alakítása miatt, mint Alex Raine, továbbá Sean Lambert hadnagyként szerepelt az Pusztító idegen franchise-ban (2000–2002), valamint Dirk Longstreetként a Bunyósok klubja franchise-ban (2001–2006).
További jelentősebb filmjei közé tartozik az Az angyalok városa (1989), Automaták (1994), Savate – Vadnyugati pankrátorok (1995), Mercenary (1996), The white Pony (1999), Kumite (2000), Blizhniy Boy: The Ultimate Fighter (2007), Lost Warrior: Left Behind (2008), One Night (2010) és Beyond the Game (2016).
Harcművészként Gruner 1981 és 1988 között 8 évig teljes munkaidőben kickboxos volt Franciaországban. Ő lett Franciaország középsúlyú bajnok, majd 1985-ben középsúlyú full-contact kick-box világbajnokká vált, 1986-ban ismét középsúlyú kick-box világbajnok lett.

## Fiatalkora és tanulmányai
Gruner három fiú közül a másodikként született. Szülei elvárták tőle, hogy hagyományos tantervet folytasson és végezze el az egyetemet. Ehelyett úgy döntött, hogy a család fekete báránya lesz; a szülei támogatásával az életét a harcművészeteknek szentelte. Először harcművészetet, majd színészetet kezdett tanulni.
11 éves korában látott egy Bruce Lee-filmet, és magával ragadta a harcművészetek, valamint a filmipar ihlete. Mivel az iskolában folyamatosan zaklatták, ez arra késztette, hogy harcművészeteket tanuljon, hogy megvédje magát. Tanulmányozni kezdte a Sótókan karatét, majd az ökölvívást, a kick-boxot és a teljes kontakt kick-boxot, ami lényegében a nyugati boksz és a hagyományos karate keveréke.
18 éves korában csatlakozott a Francia Haditengerészethez, és önként jelentkezett a Tengerészgyalogsági-kommandó egységhez, ahol Bérets Verts (zöldsapkások) becenevet kapta. Ezt az egységet a NATO különleges műveleti erői között az egyik legkeményebbnek tartják, a kiképzési arány 82%. A kiképzés alatt álló kommandósok folyamatosan stressz alatt vannak és nyomást gyakorolnak az oktatókra, és nem hagynak nekik szünetet.
Minden tevékenység időzített és pontozott: több tíz kilométeres menetelés minden felszereléssel és fegyverrel, bármilyen időjárás esetén, akadálypályák és éjszakai navigációs gyakorlatokat kell végezniük. A kiképzés tűzfegyver-edzés és rohamtaktika, hegymászás, hajókezelés, ejtőernyőzés és búvárkodás, robbanóanyag-oktatás és pusztakezes harcból áll, amit Gruner mind megtanult. A képzési időszak alatt minden hiba azonnal kizárhatja a jelentkezőket. Ennek a képzésnek a végső célja az olyan személyek felderítése, akik fizikai, szellemi és pszichológiai potenciállal rendelkeznek a tengerészgyalogsági-kommandó szolgálatához. Gruner a francia tengerészgyalogsági-kommandóval működött együtt Dzsibutiban és Szomáliában, ahol aktív harcban vett részt, különösen a kalóz elleni akciókban.
Gruner számára ez volt az az alkalom, hogy kiképezze magát az önálló profi kick-boxos karrierjének céljára, és megtanulja azokat a harci és fegyelmi kötelékeket, amelyek szükségesek ahhoz, hogy hiteles akciófilm színész, rendező és producer legyen. Amikor kilépett a szolgálatból, kialakult benne a "soha nem adom fel" érzés, és a fejében érezte, hogy elpusztíthatatlan. Így tudta reprodukálni a képernyőre a tényleges harcokat, harci technikákat, amelyeket a való életben megtanult a Különleges Erőknél. Ez magyarázza a filmjeiben látott furcsa fegyvereket, amelyeket hagyományosan csak a katonai különleges erők használnak, általában ezért nem mutatták be a filmiparban.

## Pályafutása

### 1980-as évek: Kickbox
1981-ben Gruner otthagyta a francia katonaságot azzal a céllal, hogy teljes munkaidőben edzeni tudjon annak érdekében, hogy kickboxosként versenyezhessen. A francia Alpokba utazott az intenzív edzés érdekében. Edzési költségeinek kifizetéséhez négy munkahelyet kellett vállalnia; kidobó, síjárőr, harcművészeti edző és sífelvonó üzemeltető.
Ez megtanította a szakmai harc pénzügyi alapjaira és filozófiájára. Szakmai szinten üzleti tevékenység, és a győzelem vagy a vereség nem annyira fontos neki, mint az amatőrök számára. A profik számára a pénzről van szó. Néha előfordul, hogy egy férfi többet "veszít", mint "nyer", de aki szórakoztató módon küzd, az több pénzt fog keresni, mint egy veretlen harcos.. ez a bölcsesség kulcsfontosságú lenne számára, hogy megtanulja, hogyan kezelje megfelelően a filmipari karrierjének hullámvölgyeit, ami ciklikus jellegű.
1984-ben profi kick-boxosként kezdett harcolni. Ugyanezen évben, mindössze 10 profi küzdelem után Franciaország középsúlyú bajnoka lett. 1985-re a ringben elért sikerei lehetővé tették számára az edzést és a teljes körű küzdelmet. 1986-ban középsúlyú kick-box világbajnok lett.
Kickbox címei
- 1984 középsúlyú kick-box francia bajnok
- 1985 középsúlyú teljes kontakt kick-box világbajnok  – 75 kg W.A.K.O Világbajnokság Budapest.
- 1986 középsúlyú kick-box világbajnok

Miután 6 év alatt elérte álmát, hogy világbajnok legyen, 1987-ben visszavonult a profi kick-boxtól, és a sportról színészetre ugrott. Gruner felfogása az, hogy amint az ember eléri a csúcsot egy tudományágban, az egy előrelépés a felfelé vezető úton. Tehát miután világbajnok lett, úgy döntött, itt az ideje valami mást felfedezni. Reg Park és Arnold Schwarzenegger színészeket követve a filmiparra lépett, és filmsztárrá vált.
Nagyon proaktív módon komoly önreklámot hajtott végre az 1987-es Cannes-i filmfesztiválon. Plakátokat ragasztott magáról Cannesen belül, amelyek felkeltette egy producer figyelmét. Napokkal később Gruner Los Angelesbe repült, hogy elvégezzen néhány forgatási tesztet. 74% -osra teljesítette ezeket a teszteket, és a következő állomása a filmkarrier kezdete volt.

### 1990-es évek: Színészet
Gruner csatlakozott az Imperial Entertainment Corporation-hez (Turner Classic Movies – TCM), és akciófilmekben kezdett el szerepelni. Az évek során híres és fegyelmezett hollywoodi színész hírnevet szerzett magának. Ez idő alatt gyakran szerepel olyan harcművészeti magazinokban, mint a Budo Journal, a Combat, az Impact, az Inside Karate, az Inside Kung Fu Yearbook és még sok másban.
1989-ben szerepelt első akciófilmjében, Az angyalok városában. Gruner elsőre csodálatra méltó munkát végzett, és a kritikusok azonnal felismerték jelenlétét, valamint harcművészeti képességeit, amit Dolph Lundgrenhez, Jean-Claude Van Dammehoz és Steven Seagalhoz hasonlítottak.
1992-ben Gruner "Alex Raine"-ként szerepelt Albert Pyun cyberpunk 1992-es sci-fi thrillerében, a  Nemezisben. A kritikusok értékelték, hogy a Nemezis elképesztő mutatványokkal, izgalmas akciósorozatokkal és innovatív speciális effektusokkal volt tele, amelyek abban az időben a Szárnyas fejvadász és a Terminátor 2. – Az ítélet napja című filmeknél volt hasonló. A Nemezis és Az angyalok városa rendkívül népszerűek voltak a videók terén, és a Nemezis az egyik olyan film, amelyre Gruner a legbüszkébb. Ebben a filmben akciókat, drámákat, harcokat és fegyverharcokat alkalmaztak, és le kellett 4% testzsírt adnia, hogy fizikailag a csúcson legyen.
2010-ben Gruner "Corsair Duguay" néven szerepelt a Vámpírok alkonyában (más néven: Abelar: Tales of an ancient Empire). Ebben a filmben örömét lelte, hogy újra együtt dolgozhatott Albert Pyunnal, a Nemezis rendezőjével.
Gruner további szerepeket játszott; Automaták (1994), Savate – Vadnyugati pankrátorok (1995), Bérenc (1996), Vadember (1996), Lázadás a Marson (1997), T.N.T (1997), Bérenc 2. – A dzsungel zsoldosai (1998), Interceptor Force (1999), Sebességcsapda (1999), The White Pony (1999), Könnyen vedd a halált! 3. (2000), Kumite (2000), Halál garanciával (2001), Mint macska az egérrel (2001), Gyilkos aréna (2001), Gáztámadás (2002), Pusztító idegen (2002), Bunyósok klubja (2003), Deadly Engagement (2003), SWAT: Warhead One (2004), Crooked (2005), The Circuit 3: the street Monk (2006), Blizhniy Boy: The Ultimate Fighter (2007), Lost Warrior: Left Behind (2008), Skorumpowani (2008), Brother's War (2009), One Night (2010), Vámpírok alkonya (2010), Re-Generator (2011), Cyborg: Rise of the Slingers (2013), Sector 4: Extraction (2014), EP/Executive Protection (2015), The whole World at our Feet (2015), Assassin X (2016), Beyond the Game (2016), Showdown in Manila (2016), Darkweb (2016), Iron Cross: The road to Normandy (2018) és Amour (2019).

### 2000-es évektől napjainkig
Televíziós munkák, rendezés, producerkedés, forgatókönyv írás...

## Üzleti tevékenysége
Gruner mindig számos egyéb üzleti tevékenységgel foglalkozott, amelyek szintén az idejének részét képezik. Valójában úgy véli, hogy bölcs dolog megtartani a különböző bevételi forrásokat, ha valaki részt vesz a filmiparban, ami nagyon ciklikus. Ez lehetővé tette számára, hogy kompenzálja az anyagi hátrányokat, amikor színészként, rendezőként vagy producerként nem vett részt aktívan egy filmben.

### Testőrködés
Gruner időnként testőrséget végez a hírességek számára. Ez egyes ügyfelek számára kényelmesebb, ha van egy sztártársa, aki megérti a színészet nyomását és igényeit, amely a testőr szerepét is betölti. Gruner valójában nemcsak az egyik legmagasabb különleges katonai kiképzést kapta meg, hanem testőri kiképzést is szerzett az akadémiáján. Az egyik ilyen testőr ügyfél a híres kanadai énekesnő, Céline Dion.

### Edzési tanácsok videón
Gruner 2012 óta készít képzési videókat harcművészetekhez, harci készségekhez, testőrséghez és túlélési technikákhoz. A „Gruner Tactical Training Academy” és az „O.G Training” különféle márkanevekkel forgalmazza azokat. Újabban túlélési valóságshow-videósorozatokat készített, "Survival X" néven 2018-ban.

### Személyi edzősködés
Gruner személyi edzőként mindig mellékes tevékenységet folytatott a különböző harcművészetekben, például a kick-box és a vegyes harcművészetek terén. Ezt a személyes edzésidőt általában versengő harcművészeknek, valamint nyugdíjas bajnoknak szenteli.

### Saját sport márka
A saját "O.G" védjegyű atlétikai divatmárkát is létrehozta. 2018-ban számos kollekció készült, köztük a "The Lone Operator" kollekció és a "Pro Series" kollekció.

### Helikopter vezetés
Gruner engedéllyel rendelkező helikopterpilóta, amely lehetővé teszi számára, hogy ezt a tevékenységet időnként filmgyártási követelményekkel vegyítse. Például az ABC News-nál dolgozott Los Angelesben, ahol sok üldöző videót készített, ám sok kárt és halálos találkozást látott. Sőt, ő volt a helikopter másodpilótája az 1999-es A vihar című filmben.
Rendszeresen repül helikopterekkel, amiket életének nagy részének tekint. A Blue Hawaiian helikopterrel rendszeres repülőtúrát tart a Hawaii Big-szigetekre.  A Maverick helikopterrel a Grand Canyon felett gyakran repülőtúrát szokott tartani.

## Magánélete
Gruner Santa Monicában (Kalifornia) és Las Vegasban (Nevada) él. Van egy fia, akiről gondoskodik, és meglehetősen diszkrét a családjával kapcsolatban. Nem szeret időt tölteni barátaival és családjával. A nyomon követésének legjobb módja a Facebook, Twitter, és hivatalos honlapja,website, ahol néha bőségesen megosztja legújabb tevékenységeit.
Egyébként Gruner nagy energiájú ember, aki szereti a sok fizikai aktivitást igénylő szabadtéri hobbikat. Gyakran túrázik, mászik, síel, szörfözik, hőlégballonozik, ejtőernyőzik és búvárkodik. Perfekcionistaként szereti gyakorolni, amit a filmjeiben bemutat, ezért a színészi játék természetesen folyik, mivel megmutathatja, hogy valójában ő csinálja az "igazit".
Rendszeresen karbantartja karate, boksz és kick-box edzéseit, amelyet Brazil dzsúdzsucuval, birkózással és vegyes harcművészettel vegyít. Élvezi, hogy rendszeresen napi 3–4 órát gyakorolhat UFC srácokkal, mivel ez a legtöbb harcművészetben is ismerőssé teszi, és fitt állapotban tartja. Gruner úgy véli, hogy ez lehetővé teszi számára, hogy később jobb színész és rendező legyen filmjeiben, ami az ilyen harcművészeteket illeti.
Rendszeresen gyakorolt a lőtéren vagy távoli természetben, és engedéllyel rendelkező NRA oktató.

## Filmográfia

### Filmek
| Év   | Cím                                | Szerepkör | Szerepkör | Szerepkör       | Szerepkör | Szerepkör                  | Megjegyzés |
| Év   | Cím                                | Rendező   | Producer  | Forgatókönyvíró | Színész   | Szerep                     | Megjegyzés |
| ---- | ---------------------------------- | --------- | --------- | --------------- | --------- | -------------------------- | --- |
| 1989 | Az angyalok városa                 |           |           |                 | Igen      | Jacques Montaigne          | első filmje és főszerepe. magyar hang: Sztarenki Pál                                                                                      |
| 1990 | Oroszlánszív                       |           |           |                 |           |                            | Köszönet érte, hogy megkönnyítették a filmben használt szomáliai fotók hozzáférését, Gruner francia fegyveres erők kapcsolatán keresztül. |
| 1992 | Nemezis                            |           |           |                 | Igen      | Alex Raine                 | magyar hang: Berzsenyi Zoltán |
| 1994 | Automaták                          |           |           |                 | Igen      | J269                       | harckoreográfus |
| 1995 | Savate – Vadnyugati pankrátorok    |           |           |                 | Igen      | Joseph Charlegrand         | Videó, harckoreográfus, magyar hang: Sztarenki Pál                                                                                        |
| 1996 | Vadember                           |           | Igen      |                 | Igen      | Savage / Alex Verne        | társproducer |
| 1996 | Bérenc                             |           | Igen      |                 | Igen      | Karl 'Sólyom' May százados | Videó, társproducer, harckoreográfus magyar hang: Sztarenki Pál, Gubányi György István                                                    |
| 1997 | Lázadás a Marson                   |           |           |                 | Igen      | Caution Templar            | |
| 1997 | T.N.T.                             |           |           | Igen            | Igen      | Alex Girard                | magyar hang: Haás Vander Péter |
| 1998 | Bérenc 2. – A dzsungel zsoldosai   |           | Igen      |                 | Igen      | Karl 'Sólyom' May százados | TV film, társ-executive producer magyar hang: Bozsó Péter                                                                                 |
| 1999 | Sebességcsapda                     |           |           |                 | Igen      | Raymond Stokes ED tiszt    | |
| 1999 | The White Pony                     |           |           |                 | Igen      | Jacques                    | |
| 1999 | Vihar                              |           |           |                 |           |                            | Videó, helikopter másodpilóta |
| 1999 | Betolakodók                        |           | Igen      |                 | Igen      | Sean Lambert hadnagy       | Producer magyar hang: Csernák János |
| 2000 | Könnyen vedd a halált! 3.          |           |           |                 | Igen      | Marcus Clay                | |
| 2000 | Kumite                             |           |           |                 | Igen      | Michael Rogers             | |
| 2001 | Halál garanciával                  |           |           |                 | Igen      | Adrian Kaminski            | magyar hang: Megyeri János |
| 2001 | Mint macska az egérrel             |           |           |                 | Igen      | Cody                       | |
| 2001 | Gyilkos aréna                      |           | Igen      |                 | Igen      | Dirk Longstreet            | Executive producer |
| 2002 | Gáztámadás                         |           |           |                 | Igen      | kapitány                   | magyar hang: Lux Ádám |
| 2002 | Pusztító idegen                    | Igen      |           | Igen            | Igen      | Sean Lambert hadnagy       | TV film |
| 2003 | Bunyósok klubja                    |           |           |                 | Igen      | Dirk Longstreet            | Video, Executive producer magyar hang: Kőszegi Ákos                                                                                       |
| 2003 | Deadly Engagement                  |           |           |                 | Igen      | Paul Gerard                | |
| 2004 | SWAT: Robbanófejakció              |           |           |                 | Igen      | Luc Rémy                   | Video |
| 2005 | Könnyű préda                       |           | Igen      | Igen            | Igen      | Phil Yordan                | más néven Soft Target |
| 2006 | The Circuit 3: the street Monk     |           |           |                 | Igen      | Dirk Longstreet            | Videó, más néven The Circuit 3: Final Flight                                                                                              |
| 2007 | Blizhniy Boy: The Ultimate Fighter |           |           |                 | Igen      | FBI-ügynök #1              | |
| 2008 | Lost Warrior: Left Behind          |           |           | Igen            | Igen      | Nash Daniels               | Video, másod történet-és forgatókönyvíró                                                                                                  |
| 2008 | Skorumpowani                       |           |           |                 | Igen      | Montenegro                 | |
| 2009 | Brother's War                      |           |           |                 | Igen      | Anton                      | |
| 2010 | One Night                          | Igen      | Igen      | Igen            | Igen      | szörnyeteg                 | rendező is |
| 2010 | Vámpírok alkonya                   |           |           |                 | Igen      | Corsair Duguay             | más néven Abelar: Tales of an ancient Empire                                                                                              |
| 2011 | Re-Generator                       | Igen      | Igen      | Igen            | Igen      | szörnyeteg                 | Rendező |
| 2013 | Cyborg: Rise of the Slingers       |           |           |                 | Igen      | Duguay                     | |
| 2014 | Sector 4: Extraction               | Igen      | Igen      | Igen            | Igen      | Nash                       | Executive producer, társ-forgatókönyvíró                                                                                                  |
| 2015 | EP/Executive Protection            | Igen      | Igen      | Igen            | Igen      | Max Webber                 | |
| 2015 | The whole World at our Feet        |           |           |                 | Igen      | Tony                       | |
| 2015 | Frontline                          |           | Igen      |                 |           |                            | másodproducer |
| 2016 | Assassin X                         |           |           |                 | Igen      | Ronus Steele               | más néven The Chemist |
| 2016 | Beyond the Game                    |           |           |                 | Igen      | Nash Daniels               | |
| 2016 | Showdown in Manila                 |           |           |                 | Igen      | Ford                       | |
| 2016 | Darkweb                            |           |           |                 | Igen      | Stanislas                  | |
| 2018 | Iron Cross: The road to Normandy   |           | Igen      |                 | Igen      | Anton                      | |
| 2019 | Amour                              |           |           |                 | Igen      | Robert                     | Poszt-produkció. rövidfilm |
| 2019 | Escape from Paradise               |           |           |                 | Igen      | Jagger                     | |
| 2019 | Cyborg Nemesis: The dark Rift      |           |           |                 | Igen      | Duguay                     | |
| 2019 | The Target                         |           |           |                 | Igen      |                            | |

### Televíziós sorozatok
| Év   | Cím                     | Szerep  | Megjegyzés |                  |                                       |
| ---- | ----------------------- | ------- | --- | ---------------- | ------------------------------------- |
| Év   | Cím                     | 1999    | A harc törvénye | Dieter Vanderval | Wild Life (1999) ... Dieter Vanderval |
| 2000 | Idegenek                | Tawrens | - The Shift (2000) ... Tawrens - All Fall Down (2000) ... Tawrens - Chameleon (2000) ... Tawrens - Underground (2000) ... Tawrens - The Box (2000) ... Tawrens (credit only) - Not a Bite to Eat (2000) ... Tawrens (credit only) - Dark of Night (2000) ... Tawrens (credit only) - Project Midas (2000) ... Tawrens (credit only) - Laura's Story (2000) ... Tawrens - All the News (2000) ... Tawrens - Sold Out for a Song (2000) ... Tawrens - Fatal Error (2000) ... Tawrens - Deep Down (2000) ... Tawrens (credit only) - 24 Hours (2000) ... Tawrens (credit only) - Lose Your Dreams (2000) ... Tawrens (credit only) - Thief (2000) ... Tawrens - Bounty Hunter (2000) ... Tawrens (credit only) - Death Trap (2000) ... Tawrens (credit only) - Making Love (2000) ... Tawrens (credit only) - Tawrens (2000) ... Tawrens - Never Go Home (2000) ... Tawrens (credit only) - The Watery Grave (2000) ... Tawrens (credit only) - The Long Drop (2000) ... Tawrens (credit only) - The Hunter (2000) ... Tawrens (credit only) - The Mission (2000) ... Tawrens (credit only) - Ethaniel's Story (2000) ... Tawrens |                  |                                       |
| 2005 | The Pros, a way of life | önmaga  | Dokumentum tévésorozat, amelyet az NBC készített, és részben kiadott, mielőtt megjelent volna, videó |                  |                                       |
| 2019 | Seven Days              | Ivan    | - Epizód #1.1 (2019) ... Ivan |                  |                                       |

### Dokumentumfilmek
| Év   | Cím                                           | Szerep | Megjegyzés                              |
| ---- | --------------------------------------------- | ------ | --------------------------------------- |
| 2012 | Tales of an Ancient Empire: Behind the Scenes | Önmaga | Videó dokumentumfilm                    |
| 2019 | Chinese Hercules: The Bolo Yeung Story        | Önmaga | Videó dokumentumfilm. Bejelentett film. |

### Kaszkadőrként
| Év   | Cím                             | Munkakör         | Szerep                     | Megjegyzés          |      |  |
| ---- | ------------------------------- | ---------------- | -------------------------- | ------------------- | ---- |  |
| Év   | Cím                             | 1994             | Automaták                  | harc-koreográfus    | J269 |  |
| 1995 | Savate – Vadnyugati pankrátorok | harc-koreográfus | Joseph Charlegrand         | Videó               |      |  |
| 1996 | Bérenc                          | harc-koreográfus | Karl 'Sólyom' May kapitány | Videó, társproducer |      |  |

## Fordítás
Ez a szócikk részben vagy egészben  az   Olivier Gruner című angol Wikipédia-szócikk ezen változatának fordításán alapul.  Az eredeti cikk szerkesztőit annak laptörténete sorolja fel. Ez a jelzés csupán a megfogalmazás eredetét és a szerzői jogokat jelzi, nem szolgál a cikkben szereplő információk forrásmegjelöléseként.